# Восточное путешествие Николая II

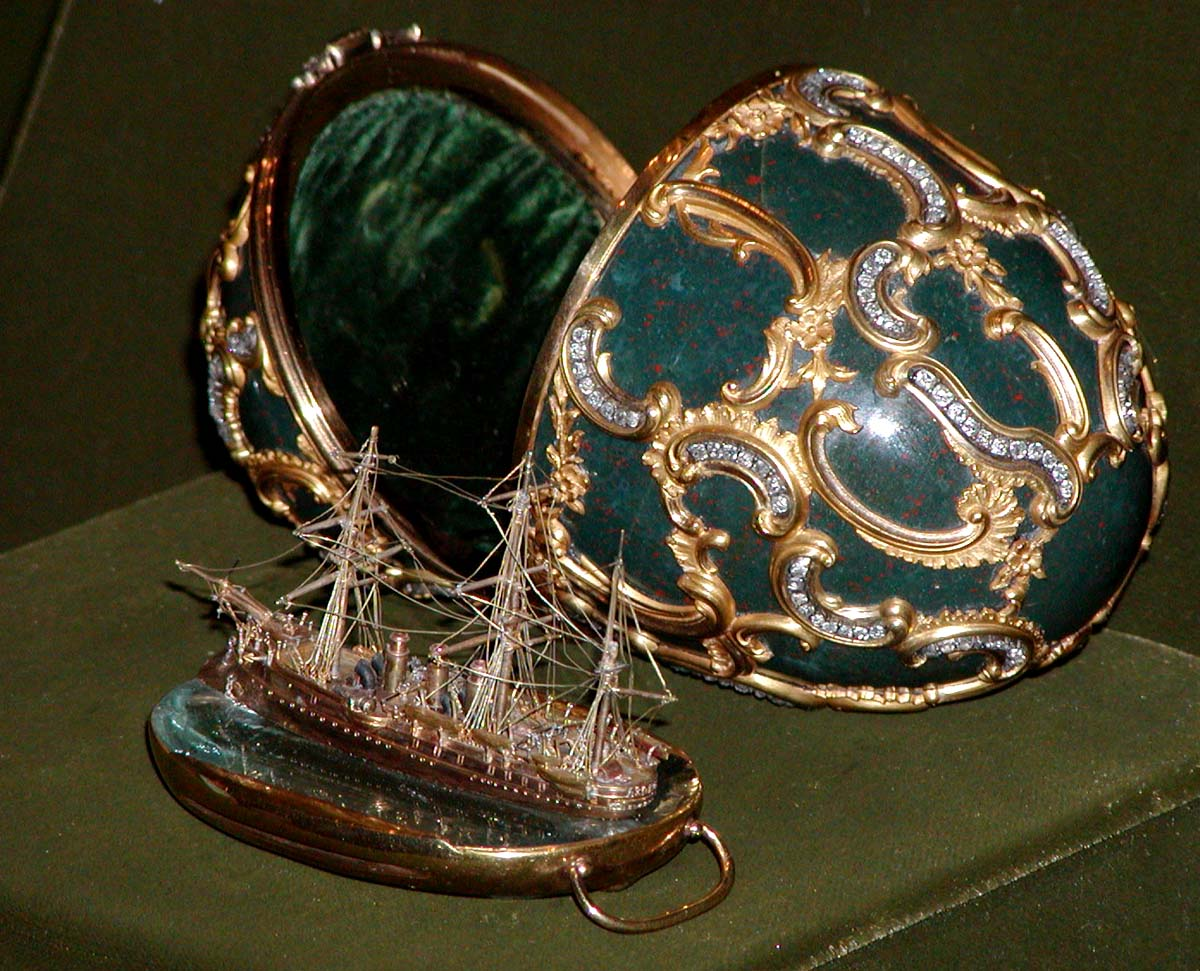
Одно из яиц Фаберже изображает корабль, на котором плавали на Восток сыновья Александра III

Восточное путешествие Николая II в 1890—1891 годах — поездка цесаревича Николая Александровича, будущего царя Николая II, во время которой он побывал во многих местах Евразии.
Общая длина маршрута, пройденного наследником престола Российской империи, составила более 51 000 км, в том числе 15 000 км по железным дорогам и 22 000 км по морю. Во время посещения Японии на Николая было совершено покушение.

## Предыстория
После Великого посольства Петра I, длительные поездки в образовательных целях стали важной частью обучения членов российского императорского дома. В 1890 году император Александр III принял решение проложить Транссибирскую магистраль, и его наследник Николай принял участие в церемонии открытия. «Восточники» видели большой символический смысл в том, что будущий император направился не в Европу, как его предшественники, а на Восток — «в ту сторону, куда лежит историческая дорога, по которой продвигается русский народ» (слова Э. Ухтомского).

## Путешествие

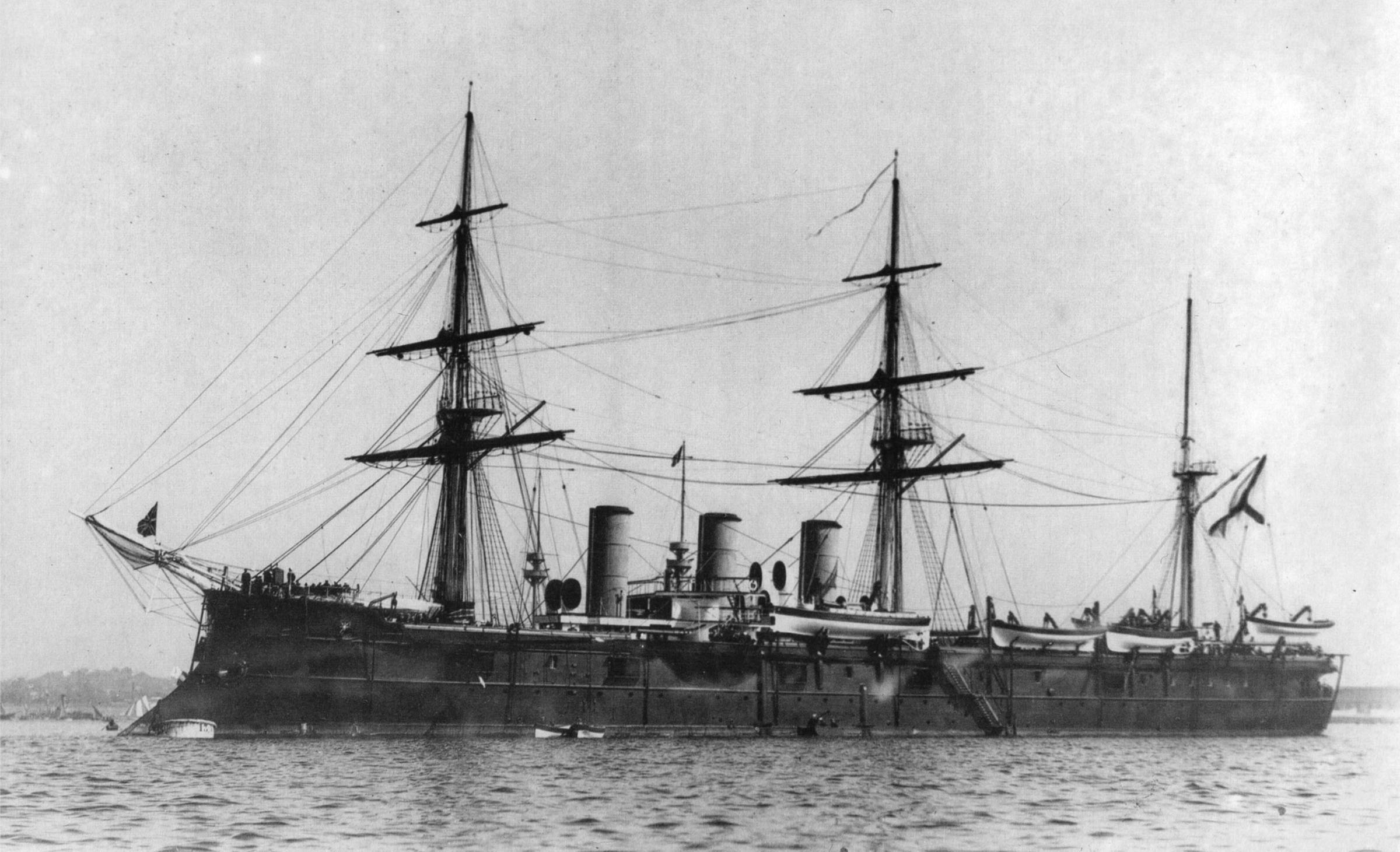
Крейсер «Память Азова»

23 октября, после церковной службы в Гатчине цесаревич отправился поездом через Вену в Триест, где перешёл на борт крейсера «Память Азова». Такой маршрут был выбран, чтобы избежать возможных дипломатических трудностей с Османской империей, которая контролировала проливы Босфор и Дарданеллы.
Из Триеста экспедиция отправилась в порт Пирей, где Николай встретился со своей крёстной матерью Ольгой Константиновной и её мужем королём Греции Георгом I. Их сын принц Георг вошёл в качестве офицера в команду флагмана. Из Греции цесаревич отплыл в Порт-Саид в Египте. Пока корабль проходил по Суэцкому каналу, Николай со своей свитой пропутешествовал по Нилу до современного Асуана.
Из Суэца путь был продолжен в Аден, а 11 декабря корабль прибыл в Бомбей. Здесь Николай начал длительное путешествие через Индию, которое завершилось в Коломбо. В Индии Николай посетил все крупные достопримечательности, в том числе Тадж-Махал и Хармандир-Сахиб (Золотой храм). Здесь он также приобрёл многочисленные экзотические предметы искусств, которые были затем переданы в несколько российских музеев.
Покинув Цейлон 31 января, экспедиция отправилась в Сингапур, затем на остров Ява и в Бангкок. В Сиаме будущий император провёл неделю в гостях у короля Рамы V. Николай получил орден и ценные подарки. 13 марта он прибыл в Нанкин и началась китайская часть его путешествия. Цесаревич посетил чайные плантации и мануфактуры.
15 апреля 1891 года в сопровождении шести кораблей российского императорского флота Николай прибыл в Японию. Российский Тихоокеанский флот с цесаревичем сначала побывал в Кагосиме, затем в Нагасаки и в Кобе. Из Кобе цесаревич по суше добрался до Киото, где встретился с делегацией, возглавляемой принцем Арисугавой Такэхито. Поскольку это был первый визит наследника иностранного престола в Японию, и из-за быстрого роста военного влияния Российской империи на Дальнем Востоке, японское правительство уделило большое внимание этому визиту, чтобы поспособствовать улучшению российско-японских отношений.

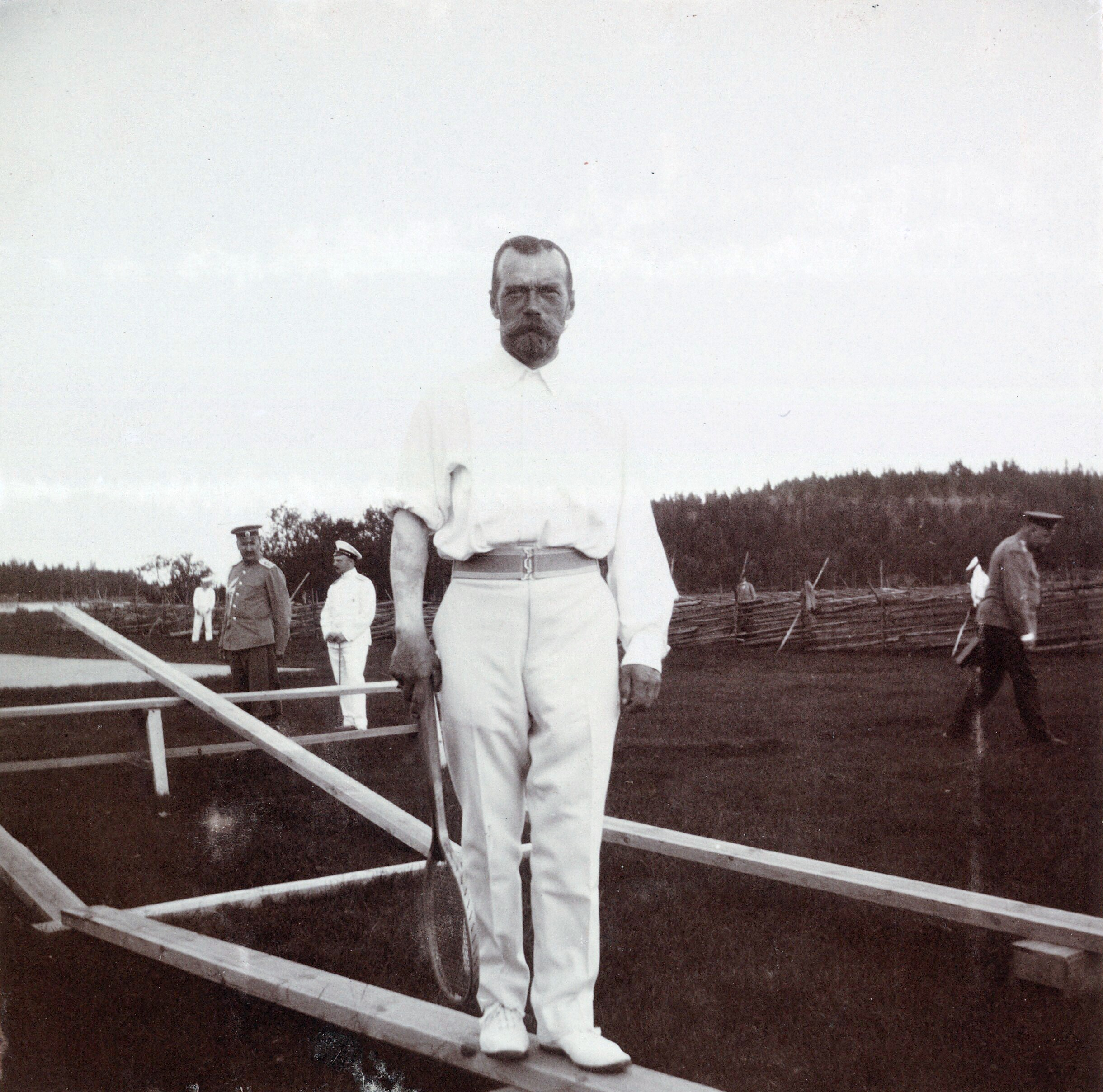
Фотография Николая, сделанная в 1910-х годах. На правом предплечье еле заметен дракон, выполненный в Нагасаки

Цесаревич Николай проявил интерес к японским традиционным ремёслам, а в Нагасаки сделал себе татуировку, последовав за модой, распространившейся со второй половины XIX в кругах высшей английской аристократии. На одном из официальных мероприятий цесаревич обратился к принимающей стороне с неожиданной просьбой — представить ему местных мастеров татуировки, об искусстве которых он прочитал в туристическом справочнике. На следующий день на борт флагмана русской эскадры доставили двух мастеров из Нагасаки, один из которых нанёс рисунок на руку греческого принца, а второй — на правое предплечье русского цесаревича. Болезненная операция длилась семь часов. В её результате Николай обзавёлся изображением чёрного дракона с жёлтыми рожками, зелёными лапками и красным брюхом.
29 апреля произошёл инцидент в Оцу, когда Николай был ранен в результате попытки убийства.
7 мая Николай отправился из Кобе и через четыре дня прибыл во Владивосток. Здесь он завершил официальную часть своей миссии и начал путешествие через всю Россию обратно в Санкт-Петербург. Он ехал по суше и по рекам через Уссурийск, Хабаровск, Благовещенск, Нерчинск, Читу, Иркутск, Красноярск, Томск, Сургут, Тобольск, Петропавловск, Тару, Омск, Уральск и Оренбург, и вернулся в Санкт-Петербург поездом.

## Материальные свидетельства

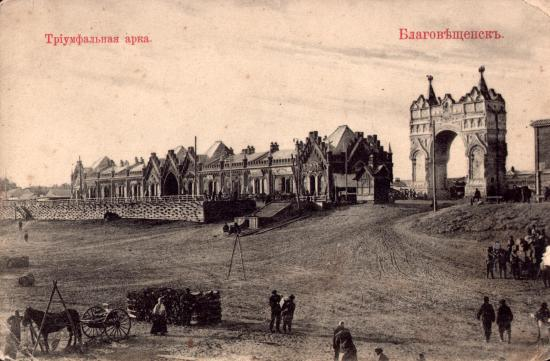
Триумфальная арка, воздвигнутая в Благовещенске в 1891 году в честь визита цесаревича

В честь визита будущего императора в нескольких сибирских городах были воздвигнуты триумфальные арки В Чите в память о посещении наследником города был возведён обелиск (разрушен в советское время).
Идеолог востокофильского направления при дворе, князь Эспер Ухтомский, во время путешествия собирал этнографические сведения о посещённых местах. Позднее он опубликовал прекрасно иллюстрированный трёхтомный отчёт об экспедиции. Более 200 фотографий было сделано Владимиром Менделеевым, сыном Д. И. Менделеева, который был членом команды «Памяти Азова».
За время поездки по восточным странам и азиатской России цесаревичу было преподнесено несметное число даров, многие из которых по-своему уникальны. Значительная их часть сохраняется в Кунсткамере. Впервые связанные с путешествием артефакты были представлены публике в конце 2010 года в 11 залах Большого дворца музея-заповедника «Царицыно» в рамках выставки «Панорама империи (недоступная ссылка)».
В 1891 году Фаберже изготовил яйцо «Память Азова», которое является миниатюрной копией одноимённого крейсера. Это произведение декоративно-прикладного искусства можно увидеть в Оружейной палате.

## Хронология поездки
- 23 октября (4 ноября) 1890: отправление из Гатчины;
- 26 октября (7 ноября) 1890: отправление из Триеста;
- 10 (22) ноября — 27 ноября (10 декабря) 1890: посещение Египта;
- 11 декабря (23 декабря) 1890: прибытие в Бомбей;
- 11 декабря (23 декабря) 1890 — 31 декабря (12 января) 1891: путешествие по Индии Во время пребывания в Омске цесаревичем был заложен Успенский собор
  - Бомбей;
  - Агра;
  - Лахор;
  - Амритсар;
  - Бенарес;
  - Калькутта;
  - Бомбей;
  - Мадрас;
- 31 декабря (12 января) 1891: прибытие на Цейлон;

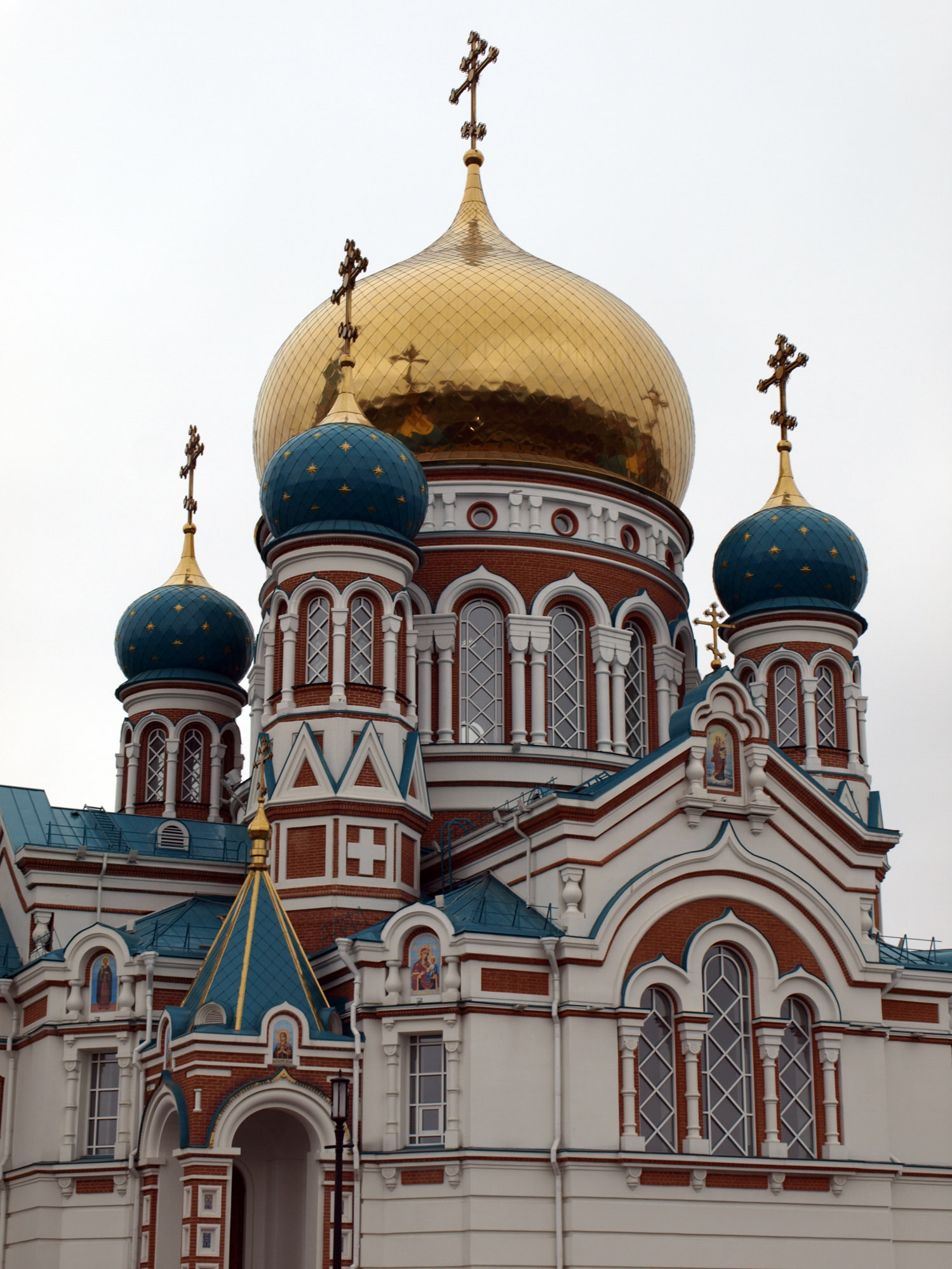
Во время пребывания в Омске цесаревичем был заложен Успенский собор

- 31 января (11 февраля) 1891: отправление из Коломбо;
- 18 февраля (3 марта) 1891: прибытие в Сингапур;
- 23 февраля (8 марта) 1891: прибытие в Батавию;
- 7 марта (19 марта) 1891: прибытие в Бангкок;
- 13 марта (25 марта) 1891: отправление из Бангкока;
- 15 марта (27 марта) 1891: прибытие в Сайгон;
- 23 марта (4 апреля) 1891: прибытие в Гонконг;
- 15 апреля (27 апреля) 1891: прибытие в Нагасаки;
- 29 апреля (11 мая) 1891: инцидент в Оцу;
- 6 мая (18 мая) 1891: празднование 23-летия Николая в Осаке;
- 7 мая (19 мая) 1891: отправление из Кобе;
- 11 мая (23 мая) 1891: прибытие во Владивосток;
- 21 мая (2 июня) 1891: отправление из Владивостока;
- 29 мая (10 июня) 1891: прибытие в Хабаровск;
- 2 июня (14 июня) 1891: прибытие в Екатерино-Никольское;
- 4 июня (16 июня) 1891: прибытие в Благовещенск;
- 22 июня (4 июля) 1891: покинул Приамурский край;
- 4 августа (16 августа) 1891: прибытие в Санкт-Петербург;